# Thermisation
Thermisation (auch: Thermisierung) ist ein im Vergleich zur Pasteurisierung schonenderes Verfahren zur Haltbarmachung von Milch.
Gemäß der europäischen Richtlinie 92/46/EWG des Rates vom 16. Juni 1992 mit Hygienevorschriften für die Herstellung und Vermarktung von Rohmilch, wärmebehandelter Milch und Erzeugnissen auf Milchbasis muss für die Thermisierung die Rohmilch während mindestens 15 Sekunden auf eine Temperatur zwischen 57 °C und 68 °C erhitzt werden, so dass die Milch nach dieser Behandlung beim Phosphatasetest positiv reagiert.